# باشگاه فوتبال نورویچ یونایتد
باشگاه فوتبال نورویچ یونایتد (به انگلیسی: Norwich United Football Club) یک باشگاه فوتبال در شهر بلوفیلد، کشور انگلستان است که در سال ۱۹۰۳ میلادی تأسیس شده‌است.